# Burcht Laurenburg
De Burcht Laurenburg (Duits: Burg Laurenburg) ligt op een heuvel bij de Lahn op 178,9 m boven NN bij Laurenburg, in de Rhein-Lahn-Kreis in de Duitse deelstaat Rijnland-Palts.

## Geschiedenis
Het eerste gebouw werd omstreeks 1090 opgetrokken. Dit is erg vroeg voor dit type burcht dat op een helling gebouwd is. De bouwer was Dudo van Laurenburg, de eerste bij naam bekende vertegenwoordiger uit het Huis Nassau. Vermoedelijk komt het geslacht uit de omgeving van Lipporn. Reeds enkele decennia later, in de twaalfde eeuw, verplaatsten de graven hun residentie naar Nassau waar zij de Burcht Nassau bouwden. Vanaf dat moment noemden de graven zich "van Nassau".
Vervolgens wisselde de burcht verschillende malen van eigenaar. De uit Niederhadamar stammende veldheer Peter Melander von Holzappel kocht de burcht in 1643. Toen was de burcht al sterk vervallen. Alleen de donjon werd meerdere malen aangepast aan de eisen van de tijd. Later was de burcht bezit van de familie Anhalt-Bernburg-Schaumburg-Hoym, aartshertog Stefan van Oostenrijk en de vorsten van Waldeck-Pyrmont. Onder aan de burcht werd in de 19e eeuw het Slot Laurenburg gebouwd.

## Beschrijving van de burcht
Van de oorspronkelijke bebouwing zijn geen resten meer voor handen. De huidige vijfhoekige, vier verdiepingen hoge donjon stamt vermoedelijk uit de 12e of 13e eeuw. Aan de westzijde leidt een externe houten trap naar de ingang, waarachter de ridderzaal ligt. Vanaf hier bereikt men via een houten trap de daarboven liggende woonverdieping en van daar via een in de oostelijke hoek van de donjon ingebouwde wenteltrap het uitkijkplatform.
De burcht bestond verder uit een ringmuur en een droge gracht. 

## Huidige functie
In 1985 werd de burcht gekocht door de huidige eigenaar. De donjon is gerestaureerd, wordt bewoond en is vrij toegankelijk. In de ridderzaal is een klein militair museum gevestigd. De ridderzaal kan ook als trouwlocatie gebruikt worden. Ook kan de toren beklommen worden voor een uitzicht over de omgeving.

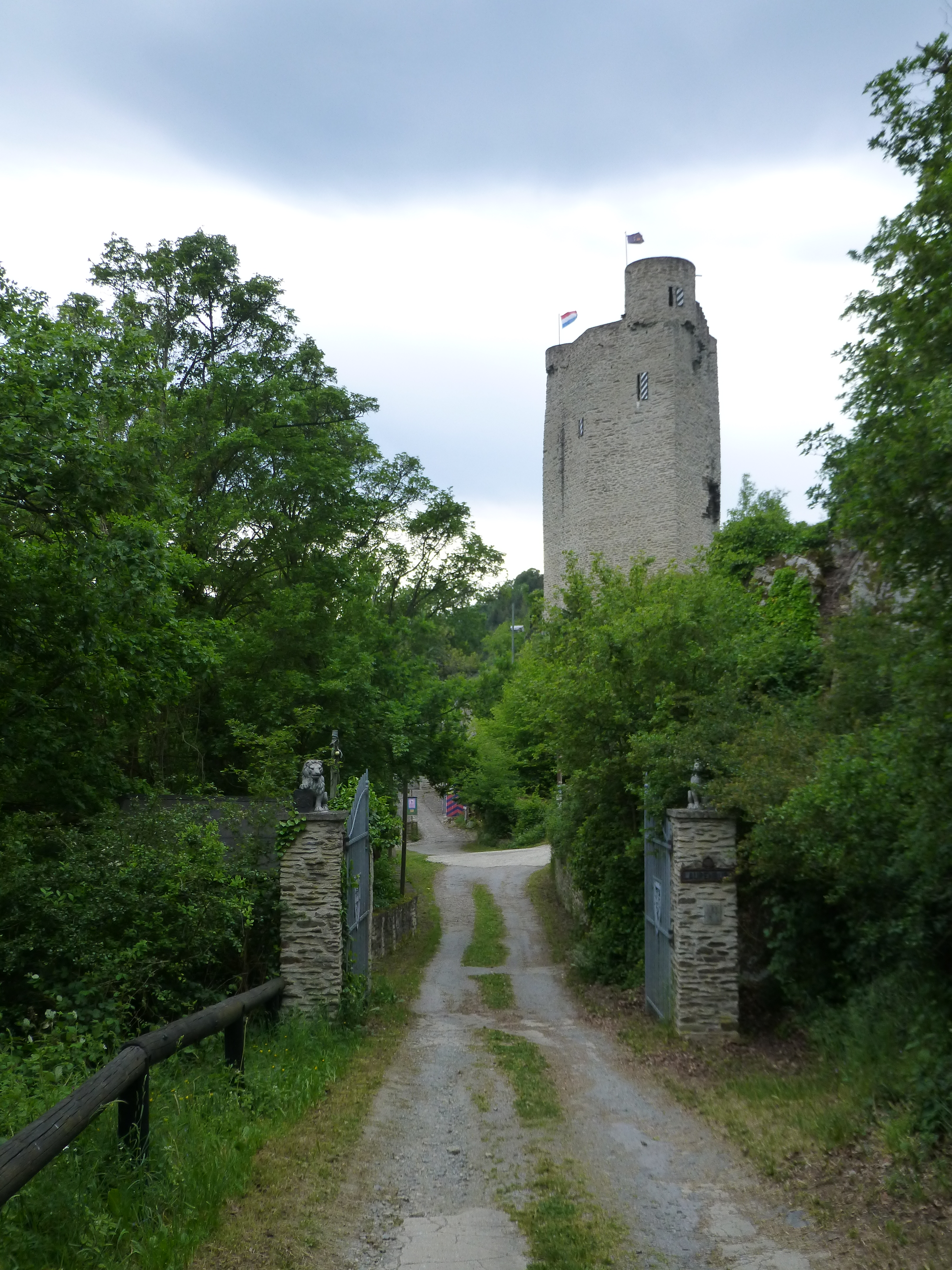
Oostaanzicht met ingang
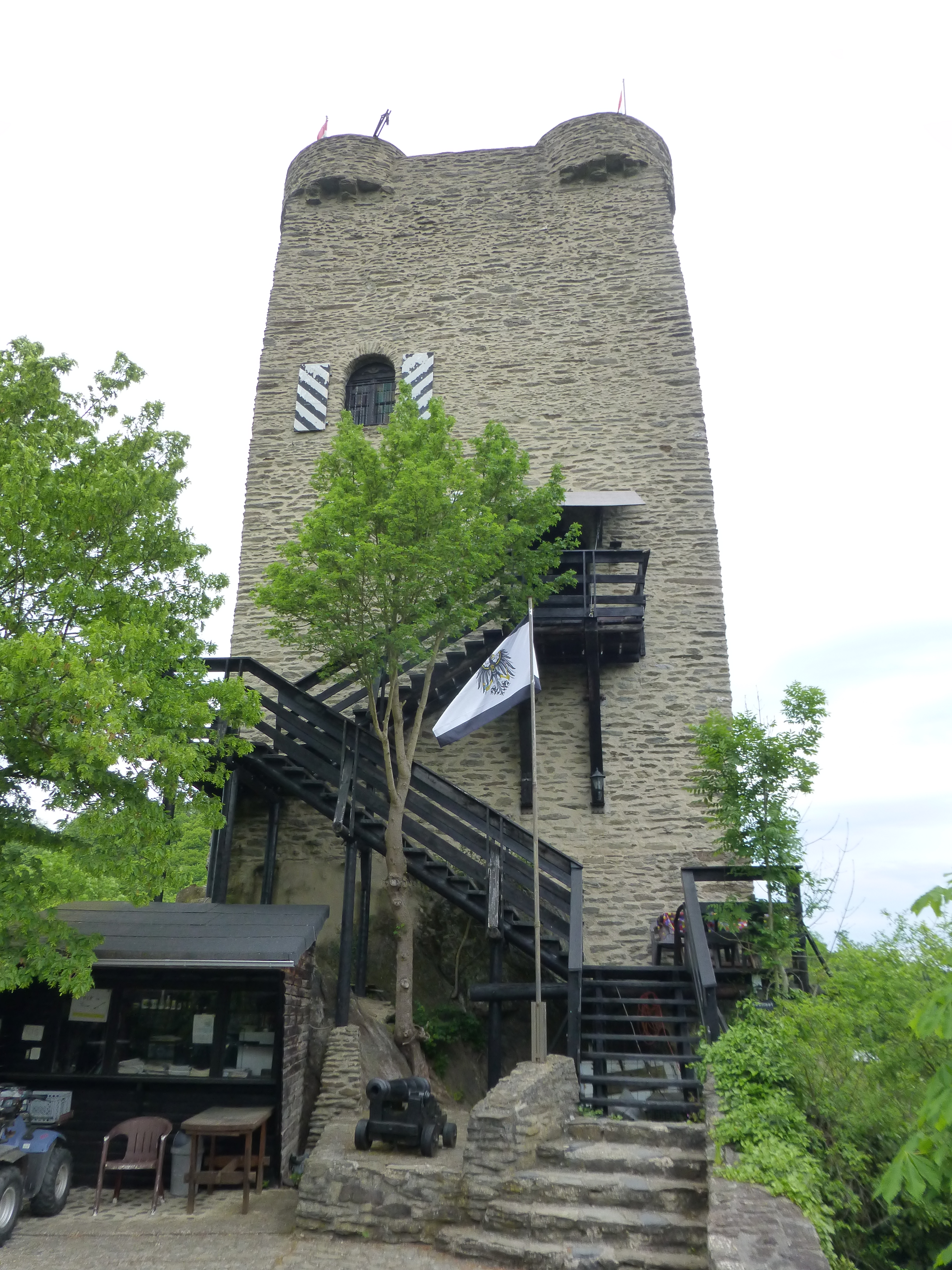
Westzijde met externe trap